# Peter Lu
Peter James Lu, né en 1978, docteur ès sciences, est un chercheur en stage de post doctorat dans le département de physique et à l'école d'ingénierie de Harvard à Cambridge, Massachusetts. Il est reconnu,
pour ses découvertes de l'utilisation des pavages de girih de type quasicristaux dans l'architecture islamique médiévale, de l'utilisation de machines mécaniques de précision dans la Chine ancienne et de la plus ancienne utilisation humaine du diamant dans la Chine néolithique.

## Cursus
P. Lu est né à Cleveland, Ohio
et a grandi dans la banlieue de Philadelphie à West Chester, Pennsylvanie. Dès son enfance, il se passionne pour la géologie
ce qui l'amène à gagner la médaille d'or dans plusieurs concours "Rocks, Minerals, and Fossils" à quatre tournois de la "Science Olympiad" américaine. P. Lu obtient son bac à la "B. Reed Henderson high school" à West Chester en 1996. Il s'inscrit à l'Université de Princeton en septembre 1996. Son professeur de géologie est Kenneth S. Deffeyes. Il étudie la chimie organique avec Maitland Jones Jr., avec qui il publie son premier article scientifique sur son projet de recherche portant sur les Carbènes.
Major de sa promotion en physique, il écrit sa thèse de quatrième année avec Paul Steinhardt sur la recherche de quasicristaux naturels, travaux publiés plus tard dans Physical Review Letters.
P. Lu est diplômé de Princeton summa cum laude avec un A.B. en physique en juin 2000. En septembre 2000, il commence sa thèse à Harvard, recevant un A. M. en physique en 2002. En 2005, il présente une série de conférences au Turkménistan.
Depuis 2007, P. Lu est membre du comité national de la "Science Olympiad" américaine. Lu a obtenu son doctorat (Ph.D.) en physique en 2008.

## Pavages de girih de type quasi-cristaux dans l'architecture médiévale islamique
Les travaux les plus connus de P. Lu portent sur la découverte de l'utilisation des pavages de girih (en), pour créer une large gamme de motifs géométriques ornementaux dans l'architecture islamique médiévale. En collaboration avec Paul Steinhardt, il démontre leur utilisation pour créer des structures du même type que les  quasi-cristaux sur les murs du sanctuaire de Darb-i Imam (1453 apr. J.-C.) à Ispahan, Iran.
Cette découverte est considérée comme très importante. Elle démontre qu'une méthode simple et directe a pu être utilisée à l'époque pour créer des motifs très compliqués. Les structures de quasi-cristaux ainsi créées ne seront découvertes et comprises en Occident que plusieurs siècles plus tard puisqu'il faudra attendre les pavages de Roger Penrose en 1970. Du fait de son implication scientifique et politique, la découverte de Lu et Steinhardt a reçu une couverture médiatique substantielle,,,,,par un grand nombre de journaux,,,,,,,,,
à la radio,, 
et dans les magazines spécialisés,,,
Cette découverte a été classée parmi les 100 plus importantes en 2007 par le magazine by Discover.

## Technologie dans l'art chinois ancien

### Les plus anciennes machines mécaniques de précision
En 2004, P. Lu met en évidence dans un article qu'il signe seul dans la revue Science que les artisans chinois anciens utilisaient des machines mécaniques de précision pour créer des rainures en spirale dans des anneaux funéraires en jade; 
C'est la professeure Jenny So de l'institut "smithonian" qui avait au préalable initié P. Lu à la connaissance de ces bijoux.
Peter Lu découvre que ces spirales suivent exactement la forme mathématique de la spirale d'Archimède. Ce faisant, il démontre la capacité des artisans anciens à mélanger deux types de mouvement pour façonner ces rainures. L'exacte conformité des formes tracées aux formules mathématiques prouve que les artisans utilisaient des machines mécaniques de précision, ceci en 550 av. J.-C., donc devançant Archimède de plusieurs siècles ; avant ces travaux, les plus anciennes machines de précision étaient attribuées aux Grecs,.
Cette découverte est incluse dans l'Encyclopædia Britannica.

### Première utilisation du diamant par l'homme
Peter Lu continue de combiner histoire de l'art et physique avec sa découverte, en compagnie d'un groupe de collaborateurs,
de la plus ancienne utilisation du diamant par l'homme, dans la Chine néolithique. Avant cette découverte, les plus anciennes preuves d'une telle utilisation se trouvaient dans des textes indiens datant de la dernière moitié du Ier millénaire apr. J.-C. et nulle mention n'en avait pu être trouvée dans la Préhistoire. En 2005, Peter Lu est ses collaborateurs apportent une preuve tangible de l'utilisation du diamant dans la Chine ancienne pour polir des haches funéraires en pierre aussi tôt qu'aux alentours de 2500 av. J.-C. Ceci place cette première utilisation deux mille ans avant que ce minéral si particulier ne soit connu ailleurs. Ces haches de pierre, principalement constituées de corindon (saphir et rubis dans leur forme de gemme colorée) ont commencé à être fabriquées vers 4000 av. J.-C. Elles représentent donc aussi la plus ancienne utilisation connue du corindon. La couverture médiatique de cette découverte,,,,
inclut la première page du plus grand journal chinois en langue anglaise, le China Daily.

## Autres contributions
Les centres d'intérêts de Peter Lu, outre les phénomènes liés à la géologie, incluent aussi la paléontologie, ce qui le conduit à collaborer avec son ancien collègue d'internat, Motohiro Yogo et avec le professeur Charles Marshall. Avec eux, il ré-analyse une base de données expérimentale portant sur des fossiles marins. Il montre ainsi que la "vitesse limite", dont on imaginait au préalable qu'elle restreignait la résurgence de la biodiversité après une extinction massive, pourrait n'être en fait qu'un artefact lié au caractère incomplet de la base de données utilisée.
Selon le paléontologue Douglas Erwin du muséum national d'histoire naturelle à Washington, D.C., "Ceci est la feuille de route pour la prochaine décennie en paléontologie."
Actuellement (fin 2011), P. Lu travaille dans le groupe du professeur David A. Weitz. Il se concentre sur l'étude du comportement de particules colloïdales attractives, en laboratoire ou en condition de microgravité dans la station spatiale internationale. En 2008, Lu, Weitz et leurs collaborateurs à Rome ont combiné expériences et simulations pour démontrer que l'initiation du processus de gélification colloïdal est liée à une forme de séparation de phase connue sous le nom de décomposition spinodale,
mettant ainsi un terme à un long débat dans le domaine de sciences de la matière molle sur l'origine de ce mécanisme. Les travaux de Peter Lu dans le domaine des colloïdes ont mené au développement de nouvelles techniques expérimentales  pour observer en temps réel et en trois dimensions le mouvement de particules colloïdales ou de cellules biologiques. Son principal apport a été d'utiliser l'analyse d'image pour piloter le déplacement du microscope confocal afin qu'il suive le déplacement de particules ciblées en mouvement.
P. Lu a enfin écrit le chapitre introductif sur la microscopie confocale et ses apports en nanotechnologie dans le Handbook of Microscopy for Nanotechnology, édité par Nan Yao.